# Roberto Ramalho
Roberto Ramalho Tavares (Itapetininga, 15 de março de 1960) é um professor universitário e político brasileiro, tendo servido como o 46.º prefeito de Itapetininga por dois mandatos consecutivos. É atualmente filiado ao Republicanos.
É filho de Fausto Ramalho Tavares e Antonieta Adas. Casou-se com Ângela Maria Antunes de Carvalho Tavares, com quem teve três filhos.

## Formação acadêmica
Formado em Tecnologia de Construção Civil pela Faculdade de Tecnologia do Estado de São Paulo (1979–82), é também licenciado em Ciências e Matemática (1988) e pós-graduado em Gestão de Recursos Humanos (1993–94) pela Associação de Ensino de Itapetininga (AEI).

## Currículo profissional
De 1986 a 2004 foi membro docente da Faculdade de Filosofia, Ciências e Letras da Associação de Ensino de Itapetininga (AEI), lecionando a disciplina de Complementos de Física Elementar e, em caráter eventual, as disciplinas de Física, Geometria Descritiva, Fundamentos de Matemática, Cálculo e Matemática Básica I.
De 1990 a 1992 foi nomeado diretor–presidência da Empresa Municipal de Urbanização de Itapetininga (EMURBI), onde atuou na direção e coordenação da empresa, envolvendo os setores Administrativo, Financeiro e Técnico, atuando especificamente nas áreas de habitação popular e pavimentação urbana.
De 1999 a 2007 foi membro docente do curso de Administração da Fundação Karnig Bazarian (FKB), onde lecionou as disciplinas de Administração do Setor Público e Análise do Comportamento e Desenvolvimento Organizacional.

## Carreira política
Em 1992 entrou para a política, filiando-se ao PSD e sendo eleito vice–prefeito na chapa de Ricardo Barbará nas eleições municipais de 1992 com 27.911 votos (58,48% dos votos válidos). Durante o mandato, atuou como assessor especial, auxiliando o chefe do Poder Executivo municipal no planejamento, coordenação e controle de todas as atividades e serviços de responsabilidade da Prefeitura, em seus diversos setores.
De 2001 a 2004, na gestão de Ricardo Barbará (PSDB), atuou como assessor junto à Secretaria Municipal de Obras e Serviços no planejamento dos processos de licitação pública de obras e serviços, bem como na confecção dos editais, referencias técnicas, projeto básico e outros relacionados à secretaria. Redação de normas regulamentadoras relacionadas às posturas urbanas.
Filiado ao PMDB, elegeu-se prefeito de Itapetininga nas eleições municipais de 2004 pela coligação Itapetininga com Seriedade (PMDB / PTB / PSL / PMN / PSB / PRP / PCdoB), obtendo 38.256 votos (56,51% dos votos válidos), tendo vencido o então candidato a reeleição Ricardo Barbará (PSDB), ex-aliado com quem rompeu politicamente.
Reelegeu-se prefeito de Itapetininga nas eleições municipais de 2008 pela coligação A Seriedade Continua (PMDB / PSB / PRB / PP / PDT / PT / PTB / PSC / DEM / PSDC / PMN / PTC), obtendo 41.524 votos (56,20% dos votos válidos), tornando-se o primeiro político itapetiningano a obter a reeleição na história do município. Na ocasião, venceu Luis Di Fiori (PSDB), que viria a sucedê-lo quatro anos depois ao vencer as eleições municipais de 2012.
Nas eleições gerais de 2014, concorreu ao cargo de deputado federal pelo então PRB (hoje Republicanos), não sendo eleito.